# Lingotamento
O lingotamento é usado na fabricação de metais, transformando material líquido em sólido. Neste processo, o material é resfriado e transformado em lingotes, blocos, placas entre outros; que seguem para o processo de laminação ou forjaria.

## Lingotamento Convencional
O aço é vazado em lingoteiras (formas) e pode ser de duas formas:
- Direto: o aço é vazado diretamente na lingoteira;
- Indireto: o aço é vazado num conduto vertical penetrando na lingoteira pela sua base;

É um processo pelo qual o aço fundido é solidificado dentro da lingoteira respeitando um tempo de resfriamento conforme a sua qualidade, tempo esse dividido em duas etapas: Tempo padrão e alternativo, nunca sendo retirado da lingoteira em tempo intermediário, visto que há uma curva de resfriamento a ser respeitada e o não atendimento a este requisito pode implicar trincas no lingote. 

## Lingotamento Contínuo
É um processo pelo qual o aço fundido é solidificado em um produto semi-acabado, tarugo, blocos ou placas para subseqüente laminação.